# Ung psalm
Ung psalm är en psalmbok för unga, tänkt som ett komplement till Den svenska psalmboken. Sångboken, utgiven 2006 på Libris förlag, består av 310 sånger. Redaktionen bestod av Anna Braw, Åke Olson och Anna Stenlund. I boken finns sånger av många olika upphovsmän, däribland Per Harling, Urban Ringbäck, Ingmar Johánsson och Erik Tilling.

## Historik
Ung psalm är en psalmbok för unga, som gavs ut 2006 på Libris förlag, Örebro. Psalmbokens redaktionen bestod av Anna Braw, Åke Olson och Anna Stenlund. Förslag på favoritsånger till psalmboken gavs av Jessica Braw, Karin Braw, Mikael Braw, Olof Edsinger, Johanna Gustavsson, Per Harling, Cecilia Imberg, Emma Lidskog, Jan Matsson, Henrik Olsson, broder Sebastien, Fredrika Uggla med flera. Till psalmboken komponerades nya sånger av Mats Bertilsson, Åsa Bryhagen, Ingrid Danielson, Millan Holm, Anna-Lena Josefsson, Stefan Jämtbäck, Sara Lindvall Nyberg, Mats Nyholm, Ingemar Olsson och Erik Tilling. Allt material gick sedan igenom av Mattias Andersson, Stellan Bengtsson, Björn Bäckersten, Jonas Eveborn, Henrik Glamsjö, Sara Hansen, Eskil Hofverberg, Mats Nyholm, Gunilla Sandlund och Eva Winblad von Walter. Formgivning och omslag stod Maria Mannberg för och notskrivningen Thore Kennestad. Psalmboken trycktes 2006 på NordBook, Norge och man fick bidrag till tryckningen av samfundet Pro Fide et Christianismo.

## Psalmer
Lista över psalmerna i Ung psalm.

### Mitt i tiden –under dagen och året, och in i evigheten
- 1 Så stilla och med tillit
- 2 Morgonbön
- 2 Aftonbön
- 4 An evening prayer
- 5 Så går jag nu till vila trygg
- 6 Abide with me
- 7 Jag är hos dig min Gud
- 8 I din famn
- 9 Välsigna, Gud, vårt börd (God, bless to us our bread)
- 10 Glädjens Herre
- 11 Thank you, Lord, for giving us food
- 12 Lovad vare du
- 13 Jämna väg
- 14 Du lilla Jesusbarn
- 15 En stjärna lyser så klar
- 16 Julens tecken
- 17 Star child
- 18 Du ropar på oss, Gud
- 19 Till Betlehem mitt hjärta
- 20 Barn och stjärnor
- 21 Jubla och sjung (Joy to the world)
- 22 Jesus, tack för Golgata kors
- 23 Jesus, tänk på mig (Jesus, remember me)
- 24 Tack för Golgata
- 25 Var inte rädd!
- 26 Ande god, kom till oss in (Tui amoris ignem)
- 27 Ande, du som livet ger
- 28 Varför ser ni mot höjden?
- 29 Var är den vän
- 30 I sommarljus
- 31 Mitt äppelträd
- 32 Sol, vind och vatten
- 33 Tider
- 34 När den sista natten kommer
- 35 Jag är viss om att möta (I am sure I shall see)
- 36 Glory
- 37 Vänta på Gud (Wait for the Lord)
- 38 Trots allt
- 39 I'll fly away
- 40 Frikänd

### Inför ditt ansikte – gudstjänst och andakt
- 41 I ditt ansiktes ljus
- 42 Låt oss få känna
- 43 Jesus, du är den skönaste
- 44 Han är här
- 45 Du såg mig
- 46 Låt det vatten
- 47 Orden kommer stilla
- 48 Du såg mig innan jag fanns till
- 49 Tänd ett ljus
- 50 Vi tänder ljus
- 51 Min bön
- 52 Nu är jag här igen
- 53 Mer och mer
- 54 Herre, förbarma dig
- 55 Kyrie eleison
- 56 Du som kan
- 57 Jag bekänner
- 58 Förlåtelsens ord
- 59 Om och om igen
- 60 Gloria
- 61 Saliga är de
- 62 Till din blomstrande äng
- 63 Trospsalm
- 64 Liksom
- 65 Du vänder ditt ansikte till mig
- 66 Trosbekännelse
- 67 Jag tror på en Gud, en enda
- 68 Vi vandrar
- 69 Vår Fader
- 70 O, Guds lamm
- 71 O, Guds lamm
- 72 Kom, nådebordet är dukat
- 73 Rymdens katedral
- 74 Ät mitt bröd (Jesus Christ, bread of life/Eat this bread)
- 75 Hungrig
- 76 Endast av nåd
- 77 Nattvardsbön
- 78 Nära oss nu
- 79 Det är ditt blod
- 80 Brödet som brutets för oss (This is the body of Christ)
- 81 Vilket stort mysterium!
- 82 Efter nattvarden
- 83 Jag behöver dig, helige Ande
- 84 så låt oss gå

### Vem är du, Gud? – Fader, Son och Ande
- 85 Gud är ljus
- 86 Du är en god Gud
- 87 Vem är som du?
- 88 Herren, Herren är Gud
- 89 Vem tänder stjärnorna?
- 90 Innan gryningen
- 91 Lords of the Dance
- 92 Kristus, din Ande i oss
- 93 Som vinden smeker mot min kind
- 94 It is the spirit
- 95 Du, Guds Ande
- 96 Ditt ord består
- 97 Gud kommer nära
- 98 Var stilla och vet att jag är Gud
- 99 Santo

### Mitt liv i dina händer – överlåtelse
- 100 Helig mark
- 101 Here I stand
- 102 Tro
- 103 I smyg
- 104 Visa mig, Herre, din väg
- 105 Just as I am
- 106 Allt till Jesus vill jag lämna
- 107 What can I give him?
- 108 I give my work to ou, Lord
- 109 Så länge jag lever
- 110 Med Guds hand i min
- 111 Kom var mitt centrum
- 112 Möt mig nu som den jag är (Take, o take me as I am)

### Jag vill sjunga om dig – glädje och tacksamhet
- 113 Thank you, Jesus
- 114 Lord, I lift Your name on high
- 115 I min Gud (El Senyor)
- 116 Jag tackar dig, Fader
- 117 Från mörker till ljus
- 118 Jubla, min själ (Magnificat)
- 119 Jag vill sjunga om dig för evigt (I could sing of Your love forever)
- 120 I din öppna famn
- 121 Jag tackar dig, min Gud (Je louerai l´Eternel)
- 122 Mitt liv och min lovsång
- 123 Franciskus solsång
- 124 Vi vill säga tack
- 125 Tacka Herren, ty han är god (Confitmini Domino)
- 126 Halleluja! Ditt lov vi sjunger
- 127 Gracias
- 128 Tack, Gud
- 129 Jag vill ge dig, o Herre, min lovsång

### Så var det för mig – berätta för andra
- 130 Som när ett barn kommer hem
- 131 Amazing grace
- 132 Min själ får vila ut (Mon âme se repose)
- 133 Fångad av en stormvind
- 134 Alltid på väg
- 135 Där får jag andas ut
- 136 Jesus paid it all
- 137 Korsets tecken
- 138 Sing to Jesus
- 139 Spikarnas lovsång
- 140 Som en pärla som jag hittat
- 141 Beautiful, beautiful
- 142 Hosianna
- 143 Oh, happy day
- 144 When you believe
- 145
- 146 Mysterium
- 147 När Gud sade ordet
- 148 Du vet väl om att du är värdefull
- 149 Våga vara den du är
- 150 Smaka och se
- 151 Du är en bön
- 152 Fäst dina ögon på Jesus
- 153 Wat a friend we have in Jesus
- 154 Halleluh!

### Med samma mål – i Jesu fotspår
- 155 Där barmhärtighet och kärlek bor (Ubi caritas)
- 156 Öppna våra ögon
- 157 Stayed on Jesus
- 158 Låt våra hjärtan få mötas
- 159 Kom fred
- 160 Esmeraldas bön
- 161 Vandra med oss (Hamba nathi)
- 162 Send out your light, Lord
- 163 På vår väg (Travel on)
- 164 Ett folk på väg
- 165 Vi går med fred
- 166 Gå ut i tjänst för Gud (Enviado soy de Dios)
- 167 Vi ska vandra
- 168 Vilken mäktig Gud vi har
- 169 The winner on our side
- 170 Låt mina fötter få gå
- 171 Redo
- 172 Helig Ande, kom
- 173 Älska mig
- 174 I ditt ansiktes ljus
- 175 Ge mig ett rent sinne
- 176 Gör mitt hjärta rent
- 177 Här är jag, sänd mig!
- 178 Att tjäna dig
- 179 O Herre, kom snart och lys upp natten
- 180 Låt vart ord från min mun
- 181 The kingdom of God
- 182 För livets skull
- 183 Fred
- 184 Bli kvar i mig
- 185 Himmelske Far
- 186 Frid och kärlek (Frieden, Frieden)

### Nära Jesus – trygghet och tillit
- 187 Nära Jesus
- 1888 One thing I ask
- 189 Du som vill att jag ska finnas
- 190 Herre, du min klippa
- 191 Under ett vattenfall
- 192 I din hand
- 193 Som liljan på sin äng
- 194 Bara va' hos dig
- 195 Jesus
- 196 Du är mitt trygga bo
- 197 Här, nära
- 198 När du rör vid mig
- 199 Att lära känna dig
- 200 När musiken är slut
- 201 Ingen som du, Gud
- 202 Columbas bön
- 203 Kom och berör mig
- 204 Jesus, det skönaste
- 205 Den bästa resan
- 206 Forma mitt hjärta
- 207 Alla min ord och tankar
- 208 Vilken vän jag fann
- 209 This is the air I breathe
- 210 Du är gränslös
- 211 Tro och längtan
- 212 Gud, i dina händer
- 213 Sinnesrobönen
- 214 Lugna vatten
- 215 Göm mig i dina vingar
- 216 Du som är törstig
- 217 Kom nära mig
- 218 Öppna mitt hjärta för dig, Gud
- 219 Oh, the blood of Jesus!

### Håll om mig – tårar, tröst och vila
- 220 Gör mig lugn
- 221 Herre, gör mig stilla
- 222 Herre, låt mig få vila i dig
- 223 Kom
- 224 I still haven't found what I'm looking for
- 225 Hör min gråt
- 226 Allt blev med ens så stilla
- 227 Herre, måste detta ske?
- 228 Tears in heaven
- 229 Ser du en människa
- 230 Som en blomma
- 231 Herre, jag ropar till dig
- 232 Håll om mig
- 233 Jesus, Guds son (Jésus le Christ)
- 234 Håll mitt hjärta
- 235 I själens dunkla natt (Dans nos obscurités)
- 236 Modersvingen
- 237 Alltid hos mig
- 238 Vila i mig
- 239 Goodness is stronger than evil
- 240 Be not afraid
- 241 You've got a friend
- 242 Känn ingen oro (Nada te turbe)
- 243 Du är mitt ljus
- 244 Dagen är nära
- 245 Nattens mörker är inget mörker (La ténèbre)
- 246 You raise me up
- 247 Så god
- 248 Upphöjd vare du
- 249 Om jag står här
- 250 Som en båt
- 251 I din närhet
- 252 Bara i dig
- 253 All night, all day
- 254 Herre, till dig får jag komma
- 255 När löven faller
- 256 Kom med din frid (Dona la pace)
- 257 På dig, min Gud, förtröstar jag
- 258 Din trofasta kärlek

### Du är alltid mycket mer – lovsång ända in i himlen
- 259 Helig
- 260 Välkommen till denna plats
- 261 Jag älskar dig, Jesus
- 262 Du Gud av universum
- 263 Lovsångsblues
- 264 Jag vill lovsjunga ditt namn
- 265 Jag vill upphöja dig, Gud
- 266 Fyll hela jorden med lovsång
- 267 Gloria
- 268 Jag sjunger ut mitt lov till dig
- 269 Du är den högste
- 270 Du är helig, du är hel
- 271 You are holy (Prince of peace)
- 272 Högst av allt
- 273 Halleluja!
- 274 Halle, halle, halleluja
- 275 Cantate Domino
- 276 Lova Gud (Bless the Lord)
- 277 Alfa och Omega
- 278 Sjung till Guds lov (Laudate Dominum)
- 279 Mer kärlek, mer kraft
- 280 Ropa till Gud
- 281 Den starkhet jag har
- 282 Vi vill ge dig ära
- 283 Kom, lova vår Gud
- 284 Majestät
- 285 Helig, helig
- 286 Liten blomma och tysta fjäll
- 287 O Lord, our Lord
- 288 Wanna praise you (Shackles)

### Vänd ditt ansikte till oss – välsignelser
- 289 Välsignelsen
- 290 Du omsluter mig
- 291 Vänd ditt ansikte till mig
- 292 Let your beauty shine in me, Lord
- 293 Kristus är med mig (Christ be beside me)
- 294 Fred vare med dig
- 295 May your soul
- 296 May the day
- 297 Välsignelse
- 298 Må vägen komma dig till mötes
- 299 Må din väg gå dig till mötes (May the road rise to meet you)
- 300 The Lord bless thee
- 301 Må friden från jorden följa dig
- 302 Välsignelsen
- 303 Må Guds ljus vara vårt ljus
- 304 Herre, välsigna oss
- 305 S:t Patricks bön

### Bra att veta – kyrk- och bibelfakta
- 306 Bibelns böcker
- 307 Husförhörsvisan
- 308 Året byter sina färger
- 309 Jesu lärjungar
- 310 Jakobs söner